# قانون اساسی: اسرائیل به عنوان دولت ملی مردم یهود
قانون اساسی: اسرائیل (عبری: חוק יסוד: ישראל - מדינת הלאום של העם היהודי‎) یا قانون اساسی:اسرائیل به عنوان دولت-ملت قوم یهود که به‌طور غیررسمی به عنوان لایحه دولت ملی یا لایحه ملیت شناخته شده می‌شود، یک قانون اساسی اسرائیلی است که ماهیت دولت اسرائیل را به عنوان دولت ملی یهودیان مشخص می‌کند. این قانون توسط کنست با ۶۲ رای موافق، ۵۵ رای مخالف و دو رای ممتنع در ۱۹ ژوئیه ۲۰۱۸ مورد پذیرش قرار گرفت. این قانون عمدتاً نمادین و اعلانی است. با این وجود، در دادگاه عالی اسرائیل در پرونده‌ای در سال ۲۰۲۰، با استناد به این قانون،  به شهرداری شهر یهودی‌نشین کرمیئیل در شمال کشور،‌ با هدف «حفظ ماهیت یهودی شهر»، اجازه قانونی تبعیض در ارائه خدمات شهری، منجمله خدمات آموزشی به ساکنین عرب-فلسطینی شهر را داد.
اولین نسخه این لایحه توسط آوی دیختر از حزب کادیما ارائه شد که حمایت ۳۹ نفر از دیگر اعضای کنست شامل هر دو طیف ائتلاف و مخالفان را به خود اختصاص داد. یک نسخه جایگزین و وسیع‌تر از لایحه اصلی نیز توسط آیلت شاکد، یاریو لوین و رابرت لاتو نوشته و ارائه شده‌است.
پس از تصویب این قانون، دادخواست هایی به دادگاه عالی اسرائیل ارسال شد که قانون اساسی این قانون را به چالش می کشد.  در ژانویه ۲۰۱۹، دیوان عالی اعلام کرد که چالش‌های مربوط به قانون اساسی توسط هیئت ۱۱ قاضی رسیدگی می‌شود و تصمیم می‌گیرد که آیا این قانون، به طور کلی یا جزئی، قانون اساسی: کرامت و آزادی انسانی مصوب در سال ۲۰۱۸ را نقض می‌کند.  ۱۹۹۲. علاوه بر این، این جلسه اولین باری است که دادگاه عالی به این سؤال می‌پردازد که آیا این صلاحیت را دارد که قانون اساسی دیگری را به طور کامل یا جزئی بر اساس قانون اساسی لغو کند. در ژوئیه ۲۰۲۱، دادگاه عالی حکم داد که این قانون قانون اساسی است و ماهیت دموکراتیک دولت را نفی نمی کند. استر هیوت، رئیس دادگاه، در نوشتن نظر اکثریت، اظهار داشت که این قانون اساسی تنها یک فصل از قانون اساسی ما است که در حال شکل گیری است و شخصیت اسرائیل را به عنوان یک کشور دموکراتیک نفی نمی کند.  نظر اکثریت دادگاه با این استدلال موافق بود که قانون صرفاً آشکار است - اینکه اسرائیل یک کشور یهودی است - و این امر از حقوق فردی شهروندان غیریهودی کم نمی‌کند، به‌ویژه با توجه به قوانین دیگری که حقوق برابر را برای همه تضمین می‌کند.

## مقدمه کلی
این لایحه به طور غیررسمی به عنوان لایحه ملی-دولت (חוֹק הַלְּאוֹם‎) یا لایحه ملیت شناخته می شود، یک قانون اساسی اسرائیل است که ماهیت کشور اسرائیل را به عنوان دولت-ملت قوم یهود مشخص می کند. این قانون در ۱۹ ژوئیه ۲۰۱۸ (7 Av 5778) با ۶۲ رأی موافق، ۵۵ رأی مخالف و دو رأی ممتنع توسط کنست تصویب شد، و ماهیت آن عمدتاً نمادین و اعلامی است. با این حال، با انتقاد شدید بین المللی، از جمله از سوی چندین سازمان برجسته یهودی آمریکایی مواجه شد، و توسط برخی از منتقدان به عنوان نژادپرستانه و غیردموکراتیک معرفی گردید.

## تاریخچه قانونگذاری
در ۳ آگوست ۲۰۱۱، آوی دیشتر، رئیس کمیته امور خارجه و دفاع، همراه با ۳۹ عضو دیگر کنست، طرح قانون اساسی را ارائه کرد: اسرائیل به عنوان ملت-دولت قوم یهود که به دنبال تعیین ماهیت دولت است.  اسرائیل به عنوان قوم یهود و به این ترتیب اصطلاح «دولت یهودی و دموکراتیک» را که در قوانین اساسی اسرائیل آزادی اشغال و کرامت و آزادی بشری آمده است تفسیر می کند. در ژوئیه ۲۰۱۷، یک کمیته مشترک ویژه به سرپرستی امیر اوهانا (لیکود) برای احیای لایحه دولت-ملت تشکیل شد،[نیاز به منبع] که سپس برای اولین بار در ۱۳ مارس ۲۰۱۷ تصویب شد. این کمیته بر تعدادی از تغییرات نظارت داشت، عمدتاً در مورد موادی مانند "قانون عبری"، "جمع آوری تبعیدیان" و "سکونتگاه یهودیان"، و جایگزین نسخه قبلی شد که به دولت اجازه می داد تا گروه ها را تاسیس کنند. جوامع را "بر اساس مذهب و ملیت" جدا کنید، با نسخه ای که بر "توسعه جوامع یهودی یک ارزش ملی تاکید دارد و برای تشویق، ترویج و ایجاد آنها اقدام خواهد کرد". رئیس اوهانا پس از ارائه لایحه اصلاح شده اظهار داشت: "این قانون همه قوانین است. این مهمترین قانون در تاریخ کشور اسرائیل است که می گوید همه حقوق بشر دارند، اما حقوق ملی در اسرائیل فقط متعلق به آن است. قوم یهود. این اصل بنیادی است که دولت بر اساس آن تأسیس شد».  وزیر یاریو لوین، یکی از حامیان قوی این پیشنهاد، آن را "لایحه شاخص صهیونیسم... این لایحه نظم می بخشد، آنچه را که بدیهی تلقی می شود روشن می کند، و اسرائیل را در مسیر درست بازمی گرداند. کشوری که با همه کشورهای دیگر در این زمینه متفاوت است."  یک راه، این است که دولت-ملت قوم یهود است.»
در ۱ مه ۲۰۱۸، کنست لایحه دولت-ملت را با اکثریت ۶۴ رأی موافق و ۵۰ رأی مخالف در اولین قرائت آن تصویب کرد. در ۱۹ ژوئیه ۲۰۱۸، پس از یک بحث طوفانی که ساعت ها به طول انجامید، کنست با ۶۲ رای موافق، ۵۵ رای مخالف و دو رای ممتنع، لایحه "ملت-دولت" را در قرائت دوم و سوم تصویب کرد. پس از رأی گیری، اعضای فهرست مشترک متن چاپ شده قانون را در حالی که فریاد «آپارتاید» در کف کنست سر می دادند پاره کردند. از سوی دیگر، نمایندگان ائتلاف، تصویب این قانون را تحسین کردند.

## محتوای قانون اساسی
قانون اساسی شامل یازده بند به شرح زیر است:
1 — اصول اساسی
الف- سرزمین اسرائیل وطن تاریخی قوم یهود است که در آن کشور اسرائیل تأسیس شد.
ب. دولت اسرائیل خانه ملی قوم یهود است که در آن حق تعیین سرنوشت طبیعی، فرهنگی، مذهبی و تاریخی خود را به جا می آورد.
ج- حق اعمال خودمختاری ملی در کشور اسرائیل منحصر به قوم یهود است.
2 - نمادهای دولت
الف- نام دولت «اسرائیل» است.
ب. پرچم ایالت سفید است، با دو نوار آبی در نزدیکی لبه ها و ستاره آبی داوود در مرکز.
ج- نشان دولت یک منوره هفت شاخه است که در دو طرف آن برگهای زیتون و در زیر آن عبارت «اسرائیل» نوشته شده است.
د- سرود دولت «حتیکوا» است.
ه- جزئیات مربوط به نمادهای دولتی را قانون تعیین می کند.
3 - پایتخت ایالت
اورشلیم، کامل و متحد، پایتخت اسرائیل است.
4 - زبان
الف. زبان این ایالت عبری است.
ب- زبان عربی در دولت جایگاه ویژه ای دارد;  تنظیم استفاده از زبان عربی در نهادهای دولتی یا توسط آنها در قانون تعیین خواهد شد.
ج- این بند به وضعیتی که قبل از اجرای این قانون برای زبان عربی داده شده بود لطمه ای وارد نمی کند.
5 — گردآوری تبعیدیان
ایالت برای مهاجرت یهودیان و جمع آوری تبعیدیان باز خواهد بود.
6 - ارتباط با قوم یهود
الف) دولت تلاش خواهد کرد تا امنیت اعضای قوم یهود و شهروندان خود را که به دلیل یهودی بودن یا تابعیت آنها در مشکل یا اسارت هستند، تضمین کند.
ب- دولت باید در داخل دیاسپورا برای تقویت وابستگی بین دولت و اعضای قوم یهود اقدام کند.
ج- دولت باید برای حفظ میراث فرهنگی، تاریخی و مذهبی قوم یهود در میان یهودیان دیاسپورا اقدام کند.
7 - اسکان یهودیان
الف. دولت توسعه سکونتگاه یهودیان را یک ارزش ملی می‌داند و برای تشویق و ترویج تأسیس و تحکیم آن اقدام خواهد کرد.
8 — تقویم رسمی
```
تقویم عبری تقویم رسمی این ایالت است و در کنار آن از تقویم میلادی نیز به عنوان تقویم رسمی استفاده خواهد شد.  استفاده از تقویم عبری و تقویم میلادی توسط قانون تعیین می شود.
```

9 — روز استقلال و روزهای یادبود
```
الف) روز استقلال، 
تعطیلات رسمی
 ملی ایالت است.
```

```
ب. روز یادبود کشته شدگان در جنگ ها و هولوکاست و روز قهرمانی اسرائیل، روزهای یادبود رسمی این کشور است.
```

10 — روزهای استراحت و سبت
```
سبت و اعیاد اسرائیل روزهای استراحت در این ایالت است.  غیر یهودیان حق دارند در سبت ها و اعیاد خود روزهای استراحت داشته باشند.  جزئیات این موضوع را قانون تعیین می کند.
```

11 — تغییرناپذیری
```
این قانون اساسی اصلاح نمی شود، مگر اینکه قانون اساسی دیگری با اکثریت اعضای کنست تصویب شود.
```

## دعوی قضایی
در ژوئیه ۲۰۱۸، عضو کنست، اکرم هاسون (کولانو) و دیگر مقامات دروزی اسرائیل دادخواستی را به دادگاه عالی اسرائیل ارائه کردند و قانون اساسی این قانون را به چالش کشیدند.  به دنبال آن در ژانویه ۲۰۱۹ طوماری توسط انجمن حقوق مدنی در اسرائیل ارائه شد.  دیوان عالی کشور اعلام کرد که اعتراض به قانون اساسی این قانون توسط هیئتی متشکل از ۱۱ قاضی رسیدگی خواهد شد و تصمیم خواهد گرفت که آیا این قانون به طور کلی یا جزئی، قانون اساسی: کرامت و آزادی انسانی را که مبنای حقوقی اساسی کشور تلقی می شود، نقض می کند. این جلسه اولین باری است که دادگاه عالی به این سؤال می پردازد که آیا این اختیار را دارد که قانون اساسی دیگری را به طور کامل یا جزئی بر اساس چنین مبنایی لغو کند.دیوان عالی تصمیم خود را در مورد قانون اساسی بودن این قانون در ژوئیه ۲۰۲۱ صادر کرد. دادگاه در یک حکم ۱۰-۱ اعلام کرد که این قانون قانون اساسی است و ماهیت دموکراتیک دولت را نفی نمی کند. استر هیوت، رئیس دادگاه، در نوشتن نظر اکثریت، اظهار داشت که "این قانون اساسی تنها یک فصل از قانون اساسی ما است که در حال شکل گیری است و شخصیت اسرائیل را به عنوان یک کشور دموکراتیک نفی نمی کند."  نظر اکثریت دادگاه با این استدلال موافق بود که قانون صرفاً آشکار است - اینکه اسرائیل یک کشور یهودی است - و این امر از حقوق فردی شهروندان غیریهودی کم نمی‌کند، به‌ویژه با توجه به قوانین دیگری که حقوق برابر را برای همه تضمین می‌کند. تنها قاضی مخالف، قاضی جورج کارا، یکی از اعضای عرب دادگاه بود.در یک پرونده جداگانه، در نوامبر ۲۰۲۰، یک دادگاه دادگستری اسرائیل، بر اساس قانون به عنوان توجیه، حکم داد که شهر شمالی کرمیل یک "شهر یهودی" است و مدارس عربی زبان یا کمک هزینه حمل و نقل برای دانش آموزان عرب مسئول خواهد بود.  برای تغییر تعادل جمعیتی شهر و آسیب رساندن به شخصیت آن. این حکم اساسا دسترسی به مدارس را برای کودکان عرب در کرمیل مسدود کرد.  دادگاه اشاره کرد که تسهیل این دسترسی شهروندان عرب فلسطینی اسرائیل را تشویق می‌کند تا به شهر نقل مکان کنند و در نتیجه به «شخصیت یهودی» آن لطمه می‌زند. دادستان کل اسرائیل با این حکم مخالفت کرد و اظهار داشت که دادگاه قانون را اشتباه تفسیر کرده است. پس از استیناف، دادگاه منطقه حیفا حکم داد که رد اولیه ادعای کمک مالی و حمل و نقل توسط دادگاه بدوی، اجرای نامناسب قانون دولت - ملت است و این تصمیم را "اساساً اشتباه" خواند.